# Ромола (Фиренца)
Ромола је насеље у Италији у округу Фиренца, региону Тоскана.
Према процени из 2011. у насељу је живело 778 становника. Насеље се налази на надморској висини од 247 м.